# Ilios Yannakakis
Pour les articles homonymes, voir Yannakakis.
Ilios Yannakakis, né le 13 septembre 1931 au Caire et mort le 16 janvier 2017 à Paris 20e, est un historien, politologue et intellectuel français.

## Biographie
Élève du lycée français du Caire, il y obtient son baccalauréat avant de s'engager dans les rangs du Parti communiste de Grèce (KKE). Il participe à la guerre civile (1946-1949) entre monarchistes défenseurs du pouvoir nouvellement élu et communistes. D'abord à Paris, puis à Prague enfin à Budapest, il est chargé par le KKE de former les jeunes Grecs exilés en Tchécoslovaquie. Il est victime de l'épuration des partis communistes lors de la campagne contre le cosmopolitisme et envoyé en rééducation.
À la mort de Staline, en 1953, il reprend ses études d'histoire et de littérature romane à l'université d'Olomouc (Tchéquie), où il devient  maître assistant en 1962, avant d'être nommé professeur à l'Université de Prague. Engagé dans  la défense de la liberté et des droits de l'homme et partisan d'une ouverture du Parti communiste tchécoslovaque, il est l'un des animateurs du Printemps de Prague qui va ouvrir la crise du PCT. En août 1968, l'entrée des chars soviétiques à Prague l'amène à quitter le pays. Il émigre en France où il obtient un poste d'enseignement d'histoire contemporaine à l'Université de Lille.
Spécialiste de l'histoire du communisme et des pays d'Europe centrale et orientale, il publie de nombreux articles et ouvrages sur le sujet.

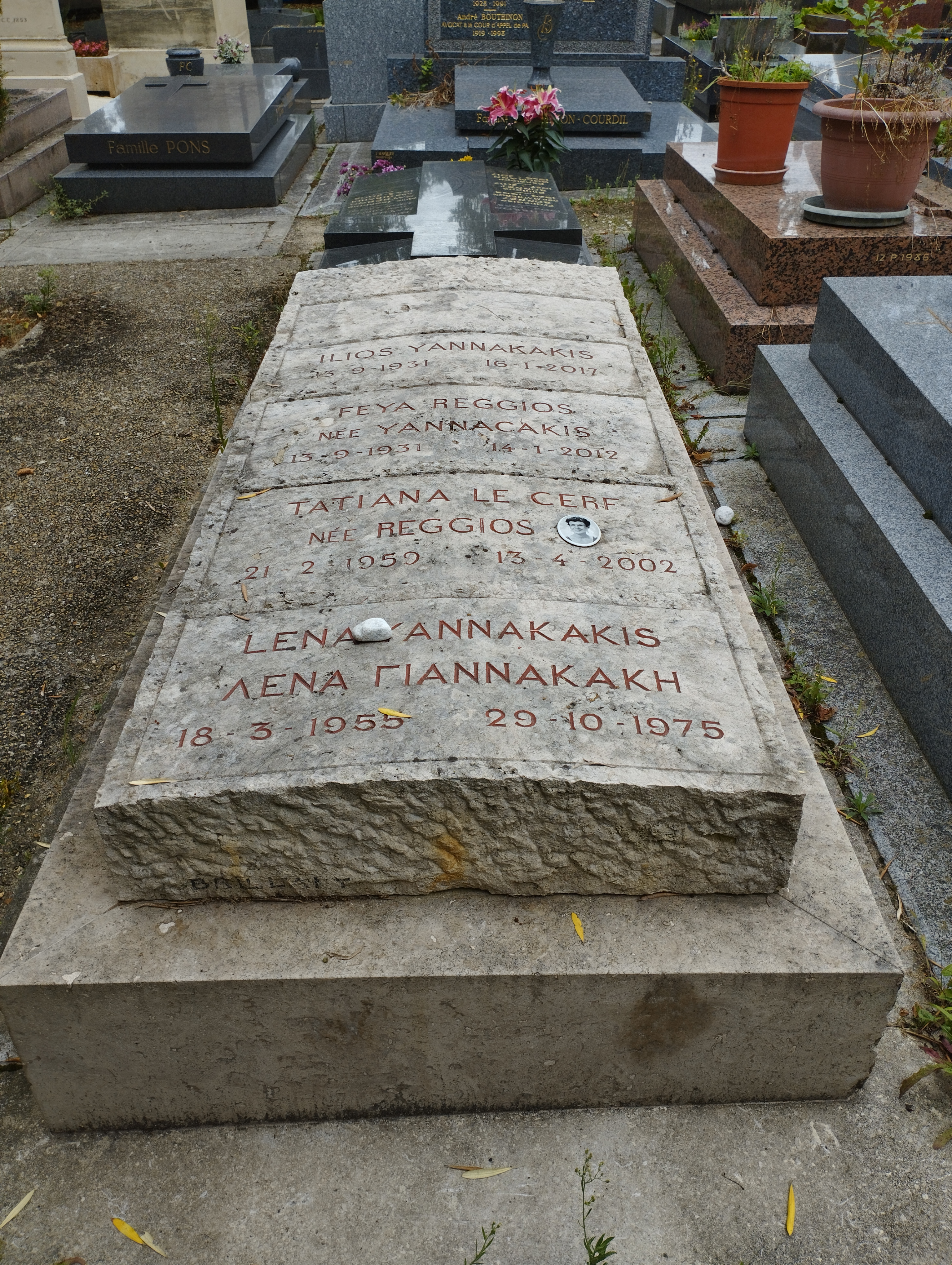
Tombe de Ilios Yannakakis au cimetière du Montparnasse (division 15).

Partisan de l'intervention américaine en Irak, en mars 2003, il rejoint le Cercle de l'Oratoire, l'Atlantis Institute, basé à Bruxelles, et devient membre du comité de rédaction de la revue Le Meilleur des Mondes. En 2004, il écrit avec Pierre Rigoulot son "retour d'Irak".
Matin Rouge de Chantal Delsol est le récit romancé de sa vie.
Il est inhumé au cimetière du Montparnasse (division 15).

## Publications
- Histoire du monde, des dates, des hommes, des faits, Paris, Hatier, 1983

Prix Sobrier-Arnould de l’Académie française en 1984 ( avec André Bérélowitch).
- Alexandrie 1860-1960, un modèle éphémère de convivialité, Autrement, 1992.
- Un Pavé dans l'histoire. Le débat français sur Le livre noir du communisme, avec Pierre Rigoulot, Robert Laffont, 1998.
- Premier retour de Bagdad, avec Pierre Rigoulot, Buchet-Chastel, 2004.
- Matin rouge, Chantal Delsol, Renaissance, 2005.